# 정다운 (배우)
정서현(1989년 9월 1일 ~ )은 대한민국의 배우이다.

## 학력
- 서울예술대학교 연기학과

## 연기 활동

### 드라마
- 2012년 KBS2 일일시트콤 《일말의 순정》 ... 윤지 역
- 2013년 MBC 월화드라마 《구가의 서》 ... 춘화관 기생 역
- 2013년 tvN 일일시트콤 《감자별 2013QR3》 ... 비서 역
- 2013년 KBS2 수목드라마 《비밀》 ... 안도훈의 맞선녀 역
- 2014년 tvN 금토드라마 《갑동이》 ... 다혜 역
- 2014년 tvN 금토드라마 《미생》 ... 김대리 소개팅녀
- 2014년 KBS2 일일드라마 《달콤한 비밀》 ... 송지우 역
- 2015년 SBS 월화드라마 《상류사회》
- 2016년 KBS2 주말연속극 《아이가 다섯》
- 2017년 tvN 금토드라마 《쓸쓸하고 찬란하神 - 도깨비》

### 영화
- 《미스터 고》 (2013년) - 섹시 댄스녀 역
- 《탐정: 더 비기닝》 (2015년) - 여경 역
- 《더 킹》 (2017년)

### 뮤직비디오
- 2012년 엠블랙 - 전쟁이야